# Ageo
Ageo (japonsky 上尾市) je město v prefektuře Saitamě v Japonsku. K roku 2018 mělo přes 225 tisíc obyvatel.

## Poloha a doprava
Ageo leží na řece Arakawě tekoucí do Tokijského zálivu a protékající Ageem od severu k jihu. Nachází se severně od Saitamy, východně od Kawagoe, západně od Hasudy a jižně od Okegawy.
Ve městě je nádraží na železniční trati Saitama – Takasaki, na které provozuje vlaky Východojaponská železniční společnost.

## Dějiny
V období Edo zde byla poštovní stanice. Na úroveň města (ši) bylo Ageo povýšeno 15. června 1958.